# Bobby Rahal
Bobby Rahal, all'anagrafe Robert Woodward Rahal (Medina, 10 gennaio 1953) è un ex pilota automobilistico statunitense, fondatore dell'omonimo team che gareggia nella IndyCar Series e nell'American Le Mans Series.

## Carriera
Vincitore di tre campionati CART (1986, 1987, 1992) e della 500 Miglia di Indianapolis nel 1986, ha anche partecipato senza fortuna a 2 Gran Premi di Formula 1 con la Wolf nel 1978.
Dopo il ritiro agonistico, ha fondato il proprio team che attualmente gareggia nella IRL e per breve tempo è anche stato manager della Jaguar Racing in Formula 1.
Il figlio Graham corre dal 2008 nella Indy Racing League.
Nel 2012, dopo 4 anni di assenza, il Rahal Letterman Lanigan Racing torna a tempo pieno in IndyCar. Rinnovato il partenariato con la Honda, il pilota sarà Takuma Sato..

## Risultati in Formula 1
| 1978 | Scuderia           | Vettura  |  |  |  |  |  |  |  |  |  |  |  |  |  |  |    |     |  | Punti | Pos. |
| ---- | ------------------ | -------- |  |  |  |  |  |  |  |  |  |  |  |  |  |  | -- | --- |  | ----- | ---- |
| 1978 | Walter Wolf Racing | Wolf WR5 |  |  |  |  |  |  |  |  |  |  |  |  |  |  | 12 | Rit |  | 0     |      |

| Legenda | 1º posto     | 2º posto | 3º posto    | A punti         | Senza punti/Non class.  | Grassetto – Pole position Corsivo – Giro più veloce |
| Legenda | Squalificato | Ritirato | Non partito | Non qualificato | Solo prove/Terzo pilota | Grassetto – Pole position Corsivo – Giro più veloce |